# فترة خلو العرش الروسية 1825
بدأت فترة خلو العرش الروسية سنة 1825 في الأول من ديسمبر (أو في 19 نوفمبر حسب التوقيت اليولياني) بوفاة ألكسندر الأول في تاغانروغ واستمرت حتى استلام نيكولاس الأول الحكم وقمع ثورة الديسمبريين في 26 ديسمبر (أو في 14 ديسمبر حسب التوقيت اليولياني). في عام 1823 أزال ألكسندر سرًا شقيقه قسطنطين من خط الخلافة، بعد أن أبلغه قسطنطين بعدم نيته حكم الإمبراطورية، وعين نيكولاس وريثًا مفترضًا. جاءت هذه السرية غير المسبوقة التي تم فيها الأمر بنتائج عكسية، وأزمة داخل الأسرة الحاكمة التي عرضت آل رومانوف بأكملهم للخطر. كان ثلاثة رجال فقط، باستثناء ألكسندر نفسه يعلمون بقراره، ولم يكن أي منهم حاضرًا في قصر الشتاء عندما وصل خبر وفاة ألكسندر إلى سانت بطرسبرغ في 9 ديسمبر (أو في 27 نوفمبر بحسب التقويم اليولياني) في عام 1825.
أقنع الحاكم العسكري ميخائيل ميلورادوفيتش نيكولاس المتردد بأن يتعهد بولائه لقسطنطين، الذي عاش بعد ذلك في وارسو كنائب ملك بولندا. واجه مجلس الإمبراطورية الروسية عقدة غوردية قانونية (أي مشكلة قانونية صعبة)، وبموافقة ميلورادوفيتش، اعترفت الحكومة المدنية والقوات المتمركزة في سانت بطرسبرغ بقسنطين بصفته صاحب السيادة، صاحب سيادة الذي لم يكن ينوي الحكم. ولاحظت صحيفة التايمز أنه للإمبراطورية الروسية «إمبراطوران منكران لنفسيهما دون وجود حاكم حالي فاعِل». استغرقت المراسلات بين سانت بطرسبورغ ووارسو، التي حملها رُسُل، مدة أسبوعين. كرر قسطنطين تخليه عن التاج وبارك لنيكولاس بصفته صاحب السيادة، ورفض القدوم إلى سانت بطرسبرغ، تاركًا المهمة الخطيرة المتمثلة في حل الأزمة لنيكولاس وحده.
أجبر وجود أدلة تشير لاحتمال بدء ثورة الديسمبريين نيكولاس على التصرف. في الساعة الأولى من يوم 26 ديسمبر (أو في 14 ديسمبر بحسب التقويم اليولياني) نصب نيكولاس نفسه إمبراطورًا على كل روسيا. بحلول الظهيرة، تعهدت الحكومة المدنية ومعظم قوات سانت بطرسبرغ بالولاء لنيكولاس، لكن الديسمبريين حرضوا ثلاثة آلاف جندي لدعم قسطنطين واتخذوا موقفًا في ساحة مجلس الشيوخ. سحق نيكولاس الثورة وتسبب ذلك بإزهاق حياة 1271 شخصًا، وأصبح نيكولاس ملكًا بلا منازع. حكم الإمبراطورية بطريقة استبدادية رجعية لمدة 29 عامًا.
أول دراسة تاريخية عن فترة خلو العرش، كانت مودست فون كروف «اعتلاء نيكولاس الأول العرش»، بتكليف من نيكولاس نفسه. سعى كتاب السير والمؤرخون ومؤلفو الروايات إلى تفسيرات بديلة للسلوك غير العقلاني الواضح لآل رومانوف. يشير مؤيدو نظرية المؤامرة إلى أن ألكسندر ونيكولاس وميلورادوفيتش والإمبراطورة الأم ماريا فيودوروفنا، بمفردهم أو بالاشتراك مع تحالفات مختلفة، هم قوى أساسية لبدء أحداث نوفمبر- ديسمبر 1825.

## خلفية

### الأخوة الأربعة
ألكسندر الأول من روسيا، الابن الأكبر من أصل أربعة أولاد لبولس الأول، لم يحظ بأبناء ذكور، ماتت بناته الشرعيات في سن الرضاعة. وفقًا لقوانين بولين لعام 1797، كان شقيقه قسطنطين الذي لم ينجب وريثًا أولًا مفترضًا منذ اعتلاء ألكسندر. يأتي بعده الأخ الثالث، نيكولاس، في خط الخلافة. انفصل قسطنطين عن زوجته الشرعية جولين من ساكس-كوبرغ-سالفيلد في عام 1799، وعادت جولين إلى ألمانيا ورفضت أي مقترحات للعودة إلى الأسرة. لم يحاول قسطنطين، المنخرط في الحروب النابليونية الطلاق رسميًا حتى التقى جوانا جرودزينسكا. أجبرت علاقة حبهما التي بدأت في عام 1815 قسطنطين على طلاق جولين والزواج من جوانا.
طلق قسطنطين جولين غيابيًا في 2 أبريل (20 مارس حسب التقويم اليولياني) في عام 1820. في نفس اليوم، أضاف ألكسندر قوانين تخص موضوع الزواج بين عضو في بيت رومانوف وشخص أقل مكانة، وتنص على عدم منح الأخير حقوق العائلة الحاكمة، وبذلك لا يُدرِج نسلهم ضمن خط الخلافة. في 24 مايو (أو في 12 مايو في التقويم اليولياني) من نفس العام، تزوج قسطنطين من جوانا، التي أُعلنت كدوقة لوفيدج. لم يكن لدى قسطنطين أي نية لحكم الإمبراطورية وتقاعد إلى وارسو كنائب لملك بولندا. وفقًا لنيكولاس، أخبره ألكسندر بقرار قسطنطين بالتنازل عن العرش عام 1819. وفقًا لمايكل، الأخ الأصغر من بين أربعة إخوة، فقد علم بتنازل قسطنطين من قسطنطين نفسه في صيف عام 1821. في كلتا الحالتين أكد المتحدثون على السرية المفرطة للمسألة.
كتب كورف أن تنازل قسطنطين «اكتمل أو وصل لمرحلته الأخيرة»، في نهاية عام 1821 عندما اجتمع الإخوة الأربعة في سانت بطرسبرغ. في 26 يناير عام 1822 أرسل قسطنطين «عريضة حاسمة» إلى ألكسندر، معربًا عن رغبته في نقل حقوق العرش إلى نيكولاس التالي. بعد أسبوعين كتب ألكسندر إلى قسطنطين أن الأمر لم يُحل بعد. كانت الفقرة الختامية غامضة بشكل خاص وكان من الممكن تفسيرها على أنها ترك النتيجة النهائية بين يدي قسطنطين: «لذلك يبقى لها (أي الإمبراطورة ماريا) وكذلك لي... أن أترك لك الحرية الكاملة لتنفيذ ما تصمم على فعله، والذي لن يكون له رجوع».

### البيان السري
في صيف عام 1823، طلب وزير الشؤون الكنسية ألكسندر غوليتسين، بالنيابة عن ألكسندر، من رئيس أساقفة موسكو فيلاريت دروزدوف صياغة بيان رسمي من شأنه أن يختم «الترتيب النهائي» الذي أجري قبل عام ونصف. لم يكن كاتب خطابات ألكسندر ميخائيل سبيرانسكي على علم بهذا الأمر. أمر غوليتسين فيلاريت بالحفاظ على البيان الموقع بسرية تامة داخل حرم كاتدرائية الرقاد في موسكو. خشي فيلاريت من أن الوثيقة الموجودة في حرم الكاتدرائية في موسكو لا يمكن أن تؤثر على نقل السلطة إلى الخَلَف، والذي يحدث عادة في سانت بطرسبرغ، واعترض ذلك أمام ألكسندر. وافق القيصر على مضض وأمر غوليتسين بكتابة ثلاث نسخ وإيداعها في مظاريف مختومة في المجمع المقدس ومجلس الشيوخ ومجلس الدولة في سانت بطرسبرغ. على الرغم من أن فيلاريت أصر على أنه على الأقل يجب إبلاغ شهود موثوقين بوجود هذه المظاريف، «حُفظت القضية برمتها وكأنها موجودة في قبر، السر الإمبراطوري الذي يتضمن مستقبل الإمبراطورية».
وقع ألكسندر البيان في تسارسكوي سيلو في 28 أغسطس (أو في 16 أغسطس من التقويم اليولياني) في عام 1823 وأحضرها إلى موسكو بنفسه في 6 سبتمبر، وبحسب خط ألكسندر على الظرف «كان من المفترض أن يفتحه أبرشية كرسي موسكو والحاكم العام لموسكو في كاتدرائية الرقاد في موسكو قبل اتخاذ أي خطوات أخرى». بعد أربعة أيام، أخذ فيلاريت الظرف إلى داخل الكاتدرائية، وأظهر ختم ألكسندر لثلاثة كهنة وأغلق على الوثيقة في المذبح. بقي حاكم موسكو دميتري غوليتسين غير مدرك للقضية تمامًا.
إضافة لألكسندر، كان ألكسي أراكشييف وألكسندر غوليتسين وفيلاريت هم الوحيدين الذين يعلمون بوجود ومحتويات وموقع البيان ونسخه. وفقًا لكورف، شاركت الإمبراطورة ماريا بنشاط في أحداث 1821-1822 وعرفت «بالترتيب النهائي» ولكن لم تكن على علم بتنفيذه. كان كل من قسطنطين ونيكولاس ومايكل وزوجة الإسكندر إليزابيث على علم بأمور أقل من ذلك. أسباب السرية غير المسبوقة غير معروفة، وسمعة نيكولاس السيئة بين القوات تفسير شائع لها. كتب أناتول مازور أن نيكولاس كان «غير مقبول من قبل الأوساط السياسية وأكثر بغضًا بالنسبة لرجال الجيش». بصفته مفتشًا للحرس الثوري، أثار استياء الضباط الكبار وكراهية العسكريين، لكن اعترف مازور أيضًا بأن قسطنطين كان بالكاد أكثر قبولًا بالنسبة لرجال الجيش. اقترح رياسانوفسكي أن ألكسندر أراد الاحتفاظ بحرية تغيير البيان في حال أراد ذلك.